# Pseudodiploexochus comorensis
Pseudodiploexochus comorensis är en kräftdjursart som beskrevs av Stefano Taiti och Franco Ferrara 1984. Pseudodiploexochus comorensis ingår i släktet Pseudodiploexochus och familjen Armadillidae. Inga underarter finns listade i Catalogue of Life.